# Батальйонна тактична група
Батальйонна тактична група (скорочено БТГ) — загальновійськовий маневровий підрозділ російської армії, який утримується у високій бойовій готовності. БТГ, зазвичай, складається з батальйону (як правило, механізованої піхоти) з двох-чотирьох рот, посилених підрозділами протиповітряної оборони, артилерії, інженерного забезпечення та матеріально-технічного забезпечення, сформованих з гарнізонної армійської бригади. Танкова рота і ракетна артилерія також зазвичай посилюють такі угруповання. БТГ були основою російської військової інтервенції в Україні у 2014—2015 роках, зокрема у війні на сході України.
За словами міністра оборони Росії Сергія Шойгу, станом на серпень 2021 року в Росії було близько 170 БТГ. Кожна батальйонна тактична група має приблизно 600—800 офіцерів і солдатів, з яких, приблизно, 200 піхотинців, оснащених транспортними засобами, що, зазвичай, включають близько 10 танків і 40 бойових машин піхоти.

## Історія

### Радянський період
Під час холодної війни Радянська Армія структурувала свої тактичні формування з маневровим полком як найменшою загальновійськовою силою, а підпорядковані їй батальйони як «чисті» танкові або мотострілецькі з'єднання. На практиці під час польових навчань радянські війська посилювали свої батальйони у тимчасові загальновійськові угрупування. Залежно від призначеної місії батальйон міг отримати додаткові танки або мотострілецьку піхоту, а також допоміжні елементи, такі як артилерія, протиповітряна оборона, інженери або розвідувальні підрозділи. Наприклад, танковий батальйон міг бути посилений піхотною ротою, артилерійським батальйоном та інженерним взводом, щоб перетворити його на загальновійськовий загін.
Радянські військові письменники використовували термін «тактична група» для опису об'єднаних збройних формувань НАТО, а «ротні тактичні групи» для опису ротних команд та «батальонних тактичних груп» для оперативних груп батальйонів. До 1987 року «батальйонна тактична група» також використовувалася для опису радянських загальновійськових батальйонів. Батальйонні тактичні групи також були помічені в радянсько-афганській війні . 
Радянська сторона розширила концепцію загальновійськового батальйону в рамках плану реструктуризації «Армія 2000», щоб зробити армію більш спритною та універсальною для майбутньої війни. Одним з елементів цього плану була «87-ма дивізія», яка передбачала постійне додавання танкової роти до кожного мотострілецького батальйону, щоб перетворити їх на попередник для більшого та більш гнучкого загальновійськового батальйону.
Однак від експерименту постійного загальновійськового батальйону відмовилися. Вони були занадто дорогими для реорганізації та підтримки радянської економіки, що занепадає, до кінця 1980-х років. Перехід до оборонної військової стратегії за керівництва Президента СРСР Михайла Горбачова зробив широкомасштабні армійські реформи політично неприйнятними. Молодшим командирам батальйонів також не вистачало досвіду, щоб керувати такими складними формуваннями до подальшого виконання командних завдань. Нарешті, подальша тактична реформа вимагала б від Радянської армії відмовитися від простих бойових вправ і ввести складніші бойові прийоми аж до рівня роти та взводу, що було можливим лише за наявності професійних унтерофіцерів .

### Російський період
Спеціальні батальйонні тактичні групи були сформовані в російській армії у зв'язку з нестачею живої сили та техніки для повноцінних бригад і дивізій під час першої та другої чеченських воєн, а також у російсько-грузинській війні 2008 року. Після грузинської війни, у жовтні 2008 року, Міністерство оборони оголосило, що має намір реформувати російську армію шляхом створення бригад «постійної готовності», однак після цього Анатолій Сердюков був звільнений з посади міністра оборони та замінений на Шойгу в листопаді. У 2009 році цей план було відкладено на користь формування БТГ «постійної готовності» в складі гарнізонних бригад. Планувалося, що вони на 100 % укомплектовані військовослужбовцями-контрактниками (тобто добровольцями-непризовниками). За словами джерел, на які посилається російське агентство " Інтерфакс ", причиною цього стала відсутність кадрів для формування повноцінних бригад.

### Російсько-українська війна
У звітах про російсько-українську війну, які цитуються у виданні американського військового журналу Armor за липень-вересень 2016 року, БТГ визначено як переважна частина дислокованих там російських підрозділів. До складу цих БТГ входили танкова рота, три механізовані роти, дві протитанкові роти, дві або три артилерійські батареї та дві батареї протиповітряної оборони. Більшість БТГ, які були розгорнуті у війні на сході України, були з російської 49-ї армії та 6-ї танкової бригади, хоча БТГ були розгорнуті майже з усіх польових армій і корпусів російської армії. Зазвичай БТГ складали приблизно половину техніки та особового складу бригади, що розгортається, а третину їхнього особового складу складали солдати-«контрактники»..

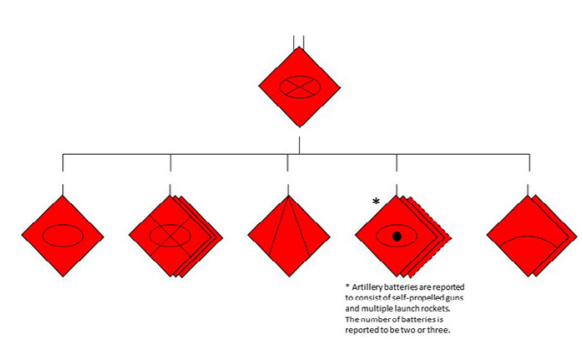
Організаційна схема російської батальйонної тактичної групи, опублікована американським військовим журналом Armor

Бої за участю БТГ у війні в Україні включали Маріупольську битву, бої за Донецький аеропорт та бої за Дебальцеве .
У ході війни на сході України у 2016 році начальник Генштабу Росії Валерій Герасимов заявив про плани збільшити кількість БТГ з 96 до 125 до 2018 року . Водночас Герасимов також стверджував, що до 2018 року БТГ укомплектовуватимуться переважно контрактниками. У вересні 2018 року Герасимов стверджував, що Росія має 126 «постійно готових до бою» БТГ. Через шість місяців, у березні 2019 року, Шойгу, виступаючи в нижній палаті російської Думи, заявив, що Росія має 136 БТГ, а до серпня 2021 року стверджував, що Росія має близько 170 БТГ.
Під час ескалації напруженості між Росією та Україною в березні-квітні 2021 року, за оцінками американських офіційних осіб, близько 48 російських БТГ перемістилися до кордону з Україною, тоді як українські офіційні особи підрахували, що 56 БТГ переміщені до кордону. Під час напруженості на кордоні між Росією та Україною наприкінці 2021 року американські офіційні особи підрахували, що російське розміщення проти України досягло 100 БТГ до січня 2022 року, причому близько 50 БТГ, за оцінками, вже перебували на місці у грудні 2021 року .

## Переваги та недоліки
Комбінація різних систем озброєння, у тому числі важких, на низькому організаційному рівні дозволяє легше здійснювати важкі артилерійські бомбардування та робить їх доступними для тактичного використання. Таким чином, БТГ може вражати протиборчі підрозділи на більшій відстані, ніж, наприклад, бойова група бригади США (БГД), яка не має такого важкого озброєння. До двох БТГ може складатися з бригади в російській армії. Дивізії та полки замінені бригадами.
Однак відносна нестача живої сили у БТГ (вони розгортаються приблизно з 200 піхотинцями) у порівнянні з бойовою групою бригади США робить її залежною від проксі-військ і воєнізованих формувань (наприклад, проросійських бойовиків у війні на сході України) для забезпечення безпеки на флангах і в тилу. Командиру БТГ, ймовірно, доведеться мати справу з військами-проксі за допомогою небезпечних і ненадійних засобів, таких як мобільні телефони. Відповідно до російського законодавства, військовозобов'язаним не дозволяється служити в БТГ за межами Росії; за межами Росії війська БТГ служать на волонтерських засадах. Обмежена чисельність БТГ робить менш імовірною їхню участь у міських боях, ніж БГД США. Оскільки вони отримують свою робочу силу та обладнання в основному шляхом канібалізації більшого підрозділу, їхня стійкість у довгострокових операціях також викликає сумнів.